# Надаревич, Мустафа
Мустафа Надаревич (серб. Мустафа Надаревић; 2 мая 1943, Баня-Лука — 22 ноября 2020, Загреб) — хорватский актёр.

## Биография
Родился в Баня-Луке (в настоящее время — в Боснии и Герцоговине). За время актёрской карьеры заработал репутацию одного из наиболее ярких характерных актёров Балкан. В кинематографе бывшей Югославии в основном играл роли партизан. Наиболее известные роли исполнил в фильмах «Папа в командировке» (1985), «Deja vu» (1987), «Семейство Глембэй» (1988), «Идеальный круг» (1997).
В 1991 году Надаревич был удостоен премии лучшему актёру на XVII Московском международном кинофестивале за фильм «Бесшумный порох» (1990).
На телевидении Надаревич известен комедийной ролью Изета Фазлиновича в ситкоме «Луд, збуњен, нормалан».

## Избранная фильмография
- 1985 — Любовные письма с подтекстом — доктор Босняк «Папагено»;
- 1985 — Папа в командировке — Зиджах;
- 1987 — Deja vu — Михаил;
- 1993 — Графиня Дора;
- 2001 — Ничья земля — боснийский солдат;
- 2004 — Балканский мальчик — учитель литературы.

## Личная жизнь
Долговременная подруга, а затем жена актёра Slavica Radović (25 апреля 1964 — 7 июня 2012) скончалась от рака груди.